# Film de mœurs
Le film de mœurs est un genre de cinéma basée sur la comédie de mœurs.

## Caractéristiques
Le film de mœurs est un genre de comédie, qui décrit, en les moquant, les comportements humains (les mœurs) et exprime une critique des travers de la société ou d'un groupe social.

## Exemples de films de mœurs

### Américains
Parmi les films de mœurs américains typiques, on peut citer la plupart des comédies de Billy Wilder (Sept Ans de réflexion (1955), Irma la douce (1963), etc), Madame porte la culotte (1949), Le Lauréat (1967), Tootsie (1983), American Beauty (1999) ou Little Miss Sunshine (2006).

### Français
Parmi les films de mœurs français figurent Goupi Mains Rouges (1943), Les Affreux (1959), nombre de films de Claude Chabrol. 
Parmi les comédies de mœurs on peut citer Le Mort en fuite (1936), Les Bronzés (1978), La vie est un long fleuve tranquille (1988), Génial, mes parent divorcent ! (1991), La vérité si je mens (1997), Le coût de la vie (2003), Bienvenue chez les Ch’tis (2008) ou Potiche (2010). Sans oublier les comédies de Jeanne Labrune (Ça ira mieux demain (2000), etc.) ou celles de Cédric Klapisch (L'auberge espagnole (2002), etc.).

### Italiens
Le cinéma italien propose de nombreux films de mœurs dans la tradition de la Comédie à l'italienne, par exemple Fais-moi très mal mais couvre-moi de baisers (1968) ou La bella gente réalisé par Ivano De Matteo (sorti en 2011 en France). Luigi Comencini a réalisé de nombreuses comédies de mœurs (L'argent de la vieille (1972), etc.), de même que Dino Risi (Les nouveaux monstres (1977), etc.).